# ATP-touren 2009
ATP-touren är under 2009 den tour som är avsedd för manliga proffsspelare i tennis. Touren består av 64 st turneringar varav 4 st Grand Slams, 9 st ATP Masters 1000 turneringar, 11 st ATP World Tour 500 Turneringar och 40 st ATP World Tour 250 turneringar. Utöver detta tillkommer 2 stycken lagtävlingar genom Davis Cup och World Team Cup.
Touren avslutas med ATP World Tour Finals i London.

## Kalender

### Färgförklaringar
| Grand Slam                  |
| ATP World Tour Finals       |
| ATP World Tour Masters 1000 |
| ATP World Tour 500          |
| ATP World Tour 250          |
| Lagtävlingar                |

### Januari
| Datum           | Turnering                                                                            | Mästare                         | Lottning                |
| --------------- | ------------------------------------------------------------------------------------ | ------------------------------- | ----------------------- |
| 5 januari 2009  | Brisbane International 2009 Brisbane, Australien ATP World Tour 250 32S/32Q/16D      | Radek Stepanek                  | Singel - Dubbel         |
| 5 januari 2009  | Brisbane International 2009 Brisbane, Australien ATP World Tour 250 32S/32Q/16D      | Marc Gicquel Jo-Wilfried Tsonga | Singel - Dubbel         |
| 5 januari 2009  | Qatar ExxonMobil Open 2009 Doha, Qatar ATP World Tour 250 32S/32Q/16D                | Andy Murray                     | Singel - Dubbel         |
| 5 januari 2009  | Qatar ExxonMobil Open 2009 Doha, Qatar ATP World Tour 250 32S/32Q/16D                | Marc Lopez Rafael Nadal         | Singel - Dubbel         |
| 5 januari 2009  | Chennai Open 2009 Chennai, Indien ATP World Tour 250 32S/32Q/16D                     | Marin Cilic                     | Singel - Dubbel         |
| 5 januari 2009  | Chennai Open 2009 Chennai, Indien ATP World Tour 250 32S/32Q/16D                     | Eric Butorac Rajeev Ram         | Singel - Dubbel         |
| 12 januari 2009 | Heineken Open 2009 Auckland, Nya Zeeland ATP World Tour 250 28S/32Q/16D              | Juan Martin del Potro           | Singel - Dubbel         |
| 12 januari 2009 | Heineken Open 2009 Auckland, Nya Zeeland ATP World Tour 250 28S/32Q/16D              | Martin Damm Robert Lindstedt    | Singel - Dubbel         |
| 12 januari 2009 | Medibank International Sydney 2009 Sydney, Australien ATP World Tour 250 28S/32Q/16D | David Nalbandian                | Singel - Dubbel         |
| 12 januari 2009 | Medibank International Sydney 2009 Sydney, Australien ATP World Tour 250 28S/32Q/16D | Bob Bryan Mike Bryan            | Singel - Dubbel         |
| 19 januari 2009 | Australiska öppna 2009 Melbourne, Australien Grand Slam 128S/128Q/64D/32X            | Rafael Nadal                    | Singel - Dubbel - Mixed |
| 19 januari 2009 | Australiska öppna 2009 Melbourne, Australien Grand Slam 128S/128Q/64D/32X            | Bob Bryan Mike Bryan            | Singel - Dubbel - Mixed |
| 19 januari 2009 | Australiska öppna 2009 Melbourne, Australien Grand Slam 128S/128Q/64D/32X            | Mahesh Bhupathi Sania Mirza     | Singel - Dubbel - Mixed |

### Februari
| Datum | Turnering | Mästare | Lottning |
| ----- | --------- | ------- | -------- |

### Mars
| Datum | Turnering | Mästare | Lottning |
| ----- | --------- | ------- | -------- |

### April
| Datum | Turnering | Mästare | Lottning |
| ----- | --------- | ------- | -------- |

### Maj
| Datum | Turnering | Mästare | Lottning |
| ----- | --------- | ------- | -------- |

### Juni
| Datum        | Turnering                                                                          | Mästare | Lottning                |
| ------------ | ---------------------------------------------------------------------------------- | ------- | ----------------------- |
| 8 juni 2009  | AEGON Championships 2009 London, Storbritannien ATP World Tour 250 56S/32Q/24D     |         | Singel - Dubbel         |
| 8 juni 2009  | AEGON Championships 2009 London, Storbritannien ATP World Tour 250 56S/32Q/24D     |         | Singel - Dubbel         |
| 8 juni 2009  | Gerry Weber Open 2009 Halle, Tyskland ATP World Tour 250 32S/32Q/16D               |         | Singel - Dubbel         |
| 8 juni 2009  | Gerry Weber Open 2009 Halle, Tyskland ATP World Tour 250 32S/32Q/16D               |         | Singel - Dubbel         |
| 14 juni 2009 | AEGON International 2009 Eastbourne, Storbritannien ATP World Tour 250 32S/32Q/16D |         | Singel - Dubbel         |
| 14 juni 2009 | AEGON International 2009 Eastbourne, Storbritannien ATP World Tour 250 32S/32Q/16D |         | Singel - Dubbel         |
| 14 juni 2009 | Ordina Open 2009 's-Hertogenbosch, Nederländerna ATP World Tour 250 32S/24Q/16D    |         | Singel - Dubbel         |
| 14 juni 2009 | Ordina Open 2009 's-Hertogenbosch, Nederländerna ATP World Tour 250 32S/24Q/16D    |         | Singel - Dubbel         |
| 22 juni 2009 | Wimbledonmästerskapen 2009 London, Storbritannien Grand Slam 128S/128Q/64D/16Q/48X |         | Singel - Dubbel - Mixed |
| 22 juni 2009 | Wimbledonmästerskapen 2009 London, Storbritannien Grand Slam 128S/128Q/64D/16Q/48X |         | Singel - Dubbel - Mixed |
| 22 juni 2009 | Wimbledonmästerskapen 2009 London, Storbritannien Grand Slam 128S/128Q/64D/16Q/48X |         | Singel - Dubbel - Mixed |

### Juli
| Datum | Turnering | Mästare | Lottning |
| ----- | --------- | ------- | -------- |

### Augusti
| Datum | Turnering | Mästare | Lottning |
| ----- | --------- | ------- | -------- |

### September
| Datum | Turnering | Mästare | Lottning |
| ----- | --------- | ------- | -------- |

### Oktober
| Datum | Turnering | Mästare | Lottning |
| ----- | --------- | ------- | -------- |

### November
| Datum | Turnering | Mästare | Lottning |
| ----- | --------- | ------- | -------- |

### December
| Datum | Turnering | Mästare | Lottning |
| ----- | --------- | ------- | -------- |